# José Pereira Sarmento
José Pereira Sarmento (Santa Catarina, 1787 — Desterro, 27 de março de 1853) foi um militar e político brasileiro.

## Biografia
Filho de João Pereira Sarmento e de Maria Inácia Matildes.
Foi deputado à Assembleia Legislativa Provincial de Santa Catarina na 3.ª legislatura (1840 — 1841), na 4.ª legislatura (1842 — 1843), na 5.ª legislatura (1844 — 1845), na 6.ª legislatura (1846 — 1847), na 7.ª legislatura (1848 — 1849), na 8.ª legislatura (1850 — 1851), e na 9.ª legislatura (1852 — 1853).